# Erlom Akhvlediani
Pour les articles homonymes, voir Akhvlediani.
Erlom Akhvlediani (géorgien : ერლომ ახვლედიანი ; né le 23 novembre 1933 à Tbilissi (Géorgie) et mort le 20 mars 2012 à Moscou est un romancier et scénariste géorgien.

## Biographie
Akhvlediani est né à Tbilissi et a obtenu son diplôme d'histoire à l'université d'État de Tbilissi en 1957. De 1962 à 1964, il suit des cours d'enseignement supérieur à l'Institut d'État de la cinématographie de l'Union à Moscou. De 1962 à 1999, il a écrit les scénarios de 18 films et joué dans quatre films
Il est l'auteur de trois romans et de plusieurs nouvelles, dont certaines ont été traduites en russe, en arménien, en tchèque, en allemand, en hongrois et en arabe.
Parmi les nombreuses récompenses obtenues par Erlom Akhvlediani figurent le prix d'État de l'URSS (1980) et le prix littéraire géorgien SABA (2010).

## Œuvres

### Scénarios
- Avril (1961)[3]
- Pirosmani (1969)
- Le Voyage d'un jeune compositeur (1985)[4]